# Konak du prince Miloš à Gornja Crnuća
Pour les articles homonymes, voir Konak du prince Miloš.
Le konak du prince Miloš à Gornja Crnuća (en serbe cyrillique : Конак кнеза Милоша у Горњој Црнући ; en serbe latin : Konak kneza Miloša u Gornjoj Crnući) ou maison de Miloš Obrenović (en serbe cyrillique : Кућа Милоша Обреновића ; en serbe latin : Kuća Miloša Obrenovića) est un konak qui se trouve à Gornja Crnuća, dans la municipalité de Gornji Milanovac et dans le district Moravica. Il est inscrit sur la liste des monuments culturels d'importance exceptionnelle de la république de Serbie (identifiant no SK 1078),,,.

## Présentation
Bien que ce soit pour une courte période, Gornja Crnuća peut être considérée comme la première capitale de la principauté de Serbie à l'époque du prince Miloš Obrenović. Le konak a servi de résidence à Miloš pendant deux ans et c'est là que le prince a pris la décision de lancer le second soulèvement serbe contre les Ottomans.

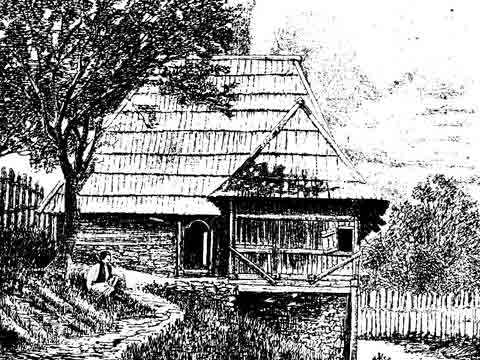
Vue du konak dans les années 1860, par Felix Kanitz.

Le konak abrite aujourd'hui une exposition permanente intitulée « Une maison serbe dans la première moitié du XIXe siècle » ; il est géré par le musée de la région de Rudnik-Takovo à Gornji Milanovac.

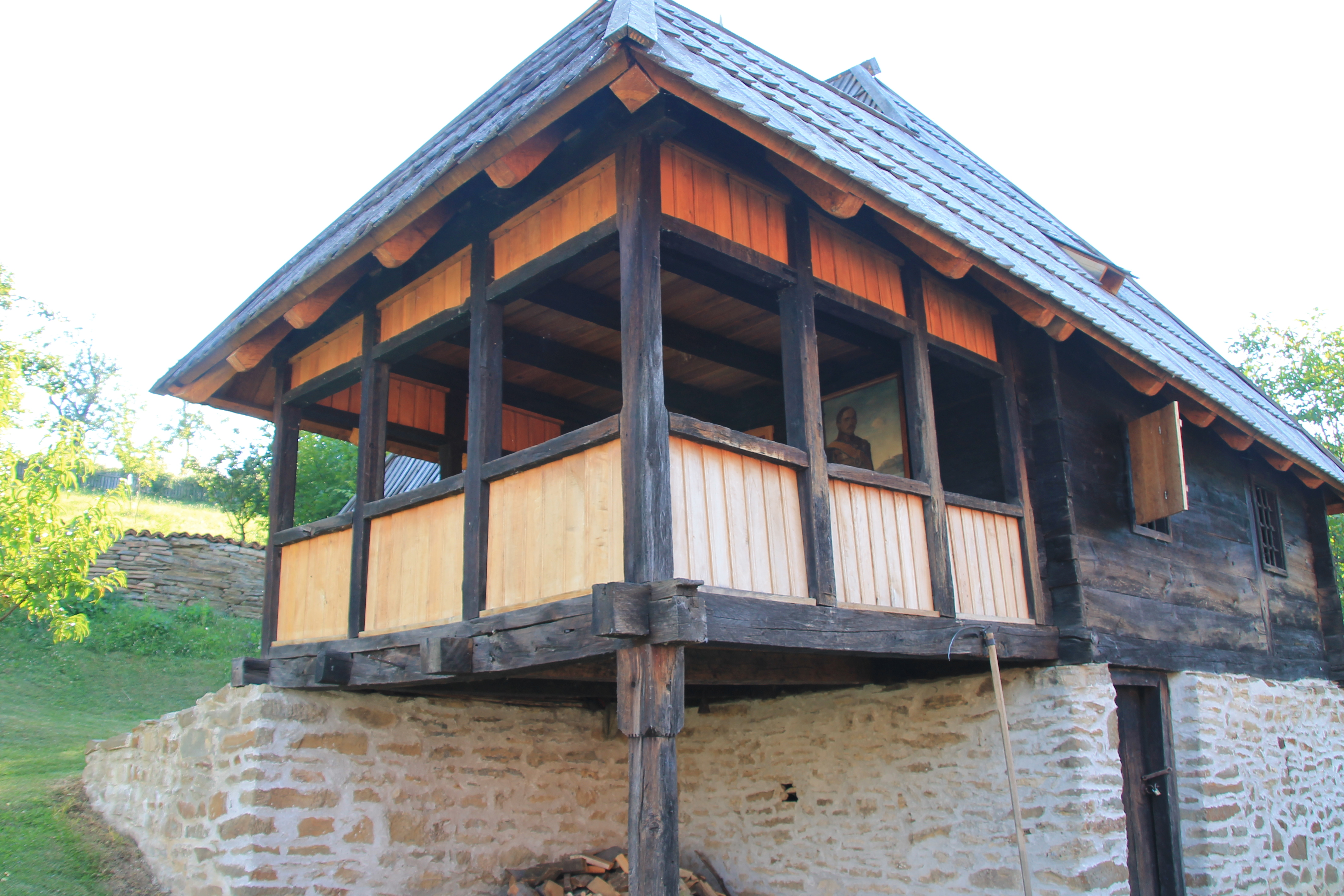
Détail du doksat (galerie-terrasse).
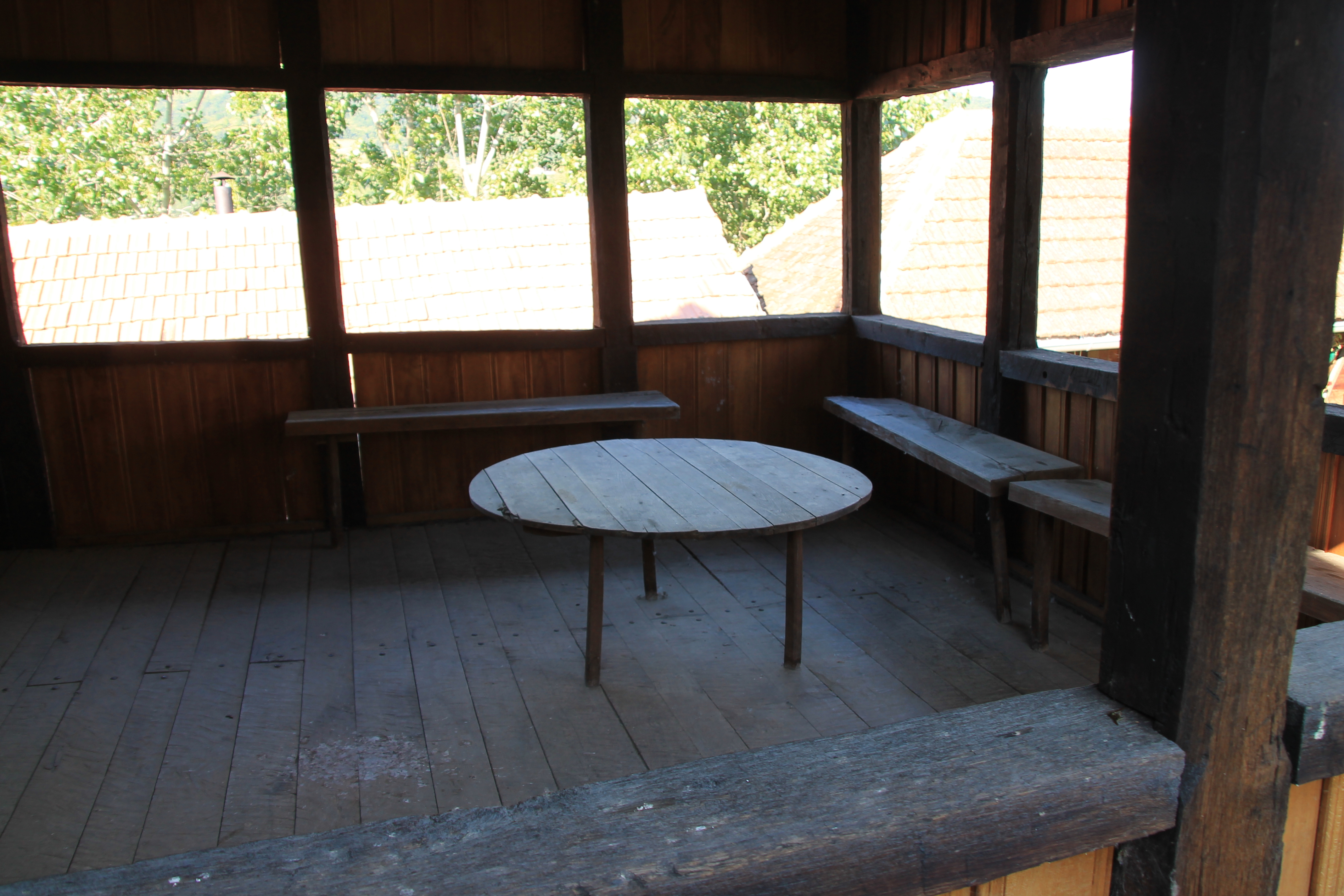
L'intérieur du doksat.
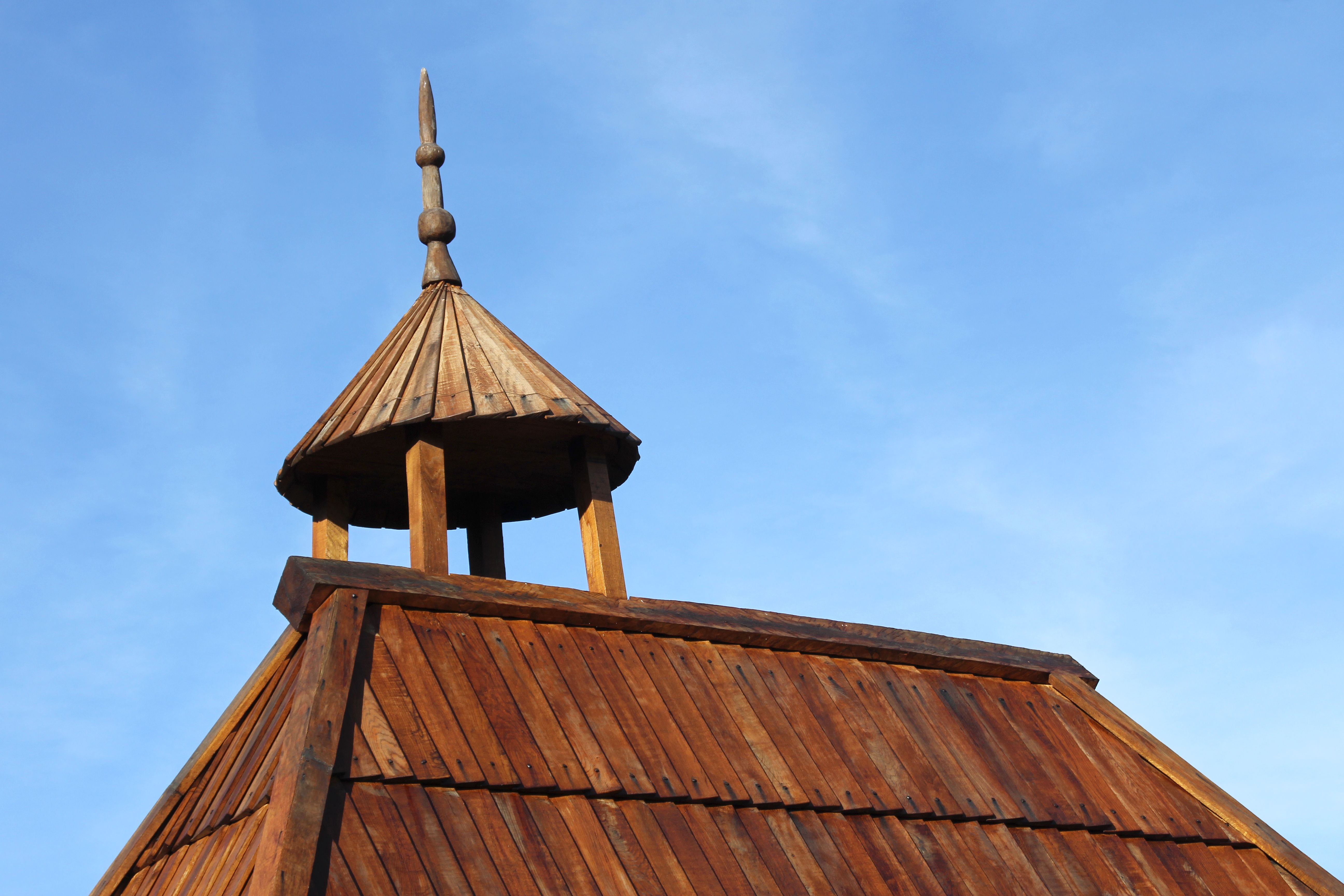
Détail du toit.
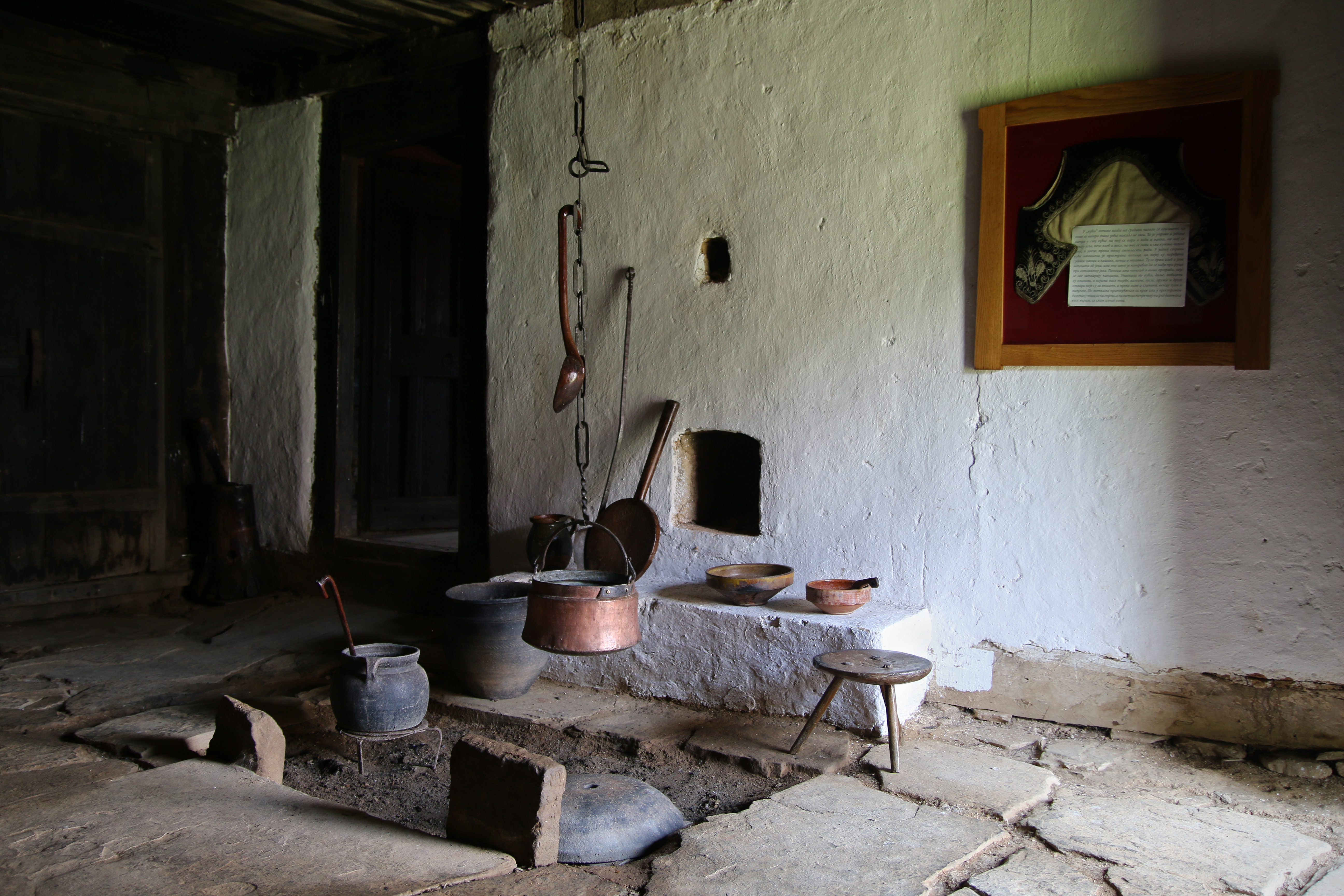
L'intérieur du konak, avec le foyer.